# Maria Malibran
Pour les articles homonymes, voir Maria García (homonymie) et García.
María-Felicia García, dite la Malibran, née le 24 mars 1808 à Paris et morte le 23 septembre 1836 à Manchester, est une artiste lyrique française (mezzo-soprano) d'origine espagnole.

## Biographie

### Origines familiales

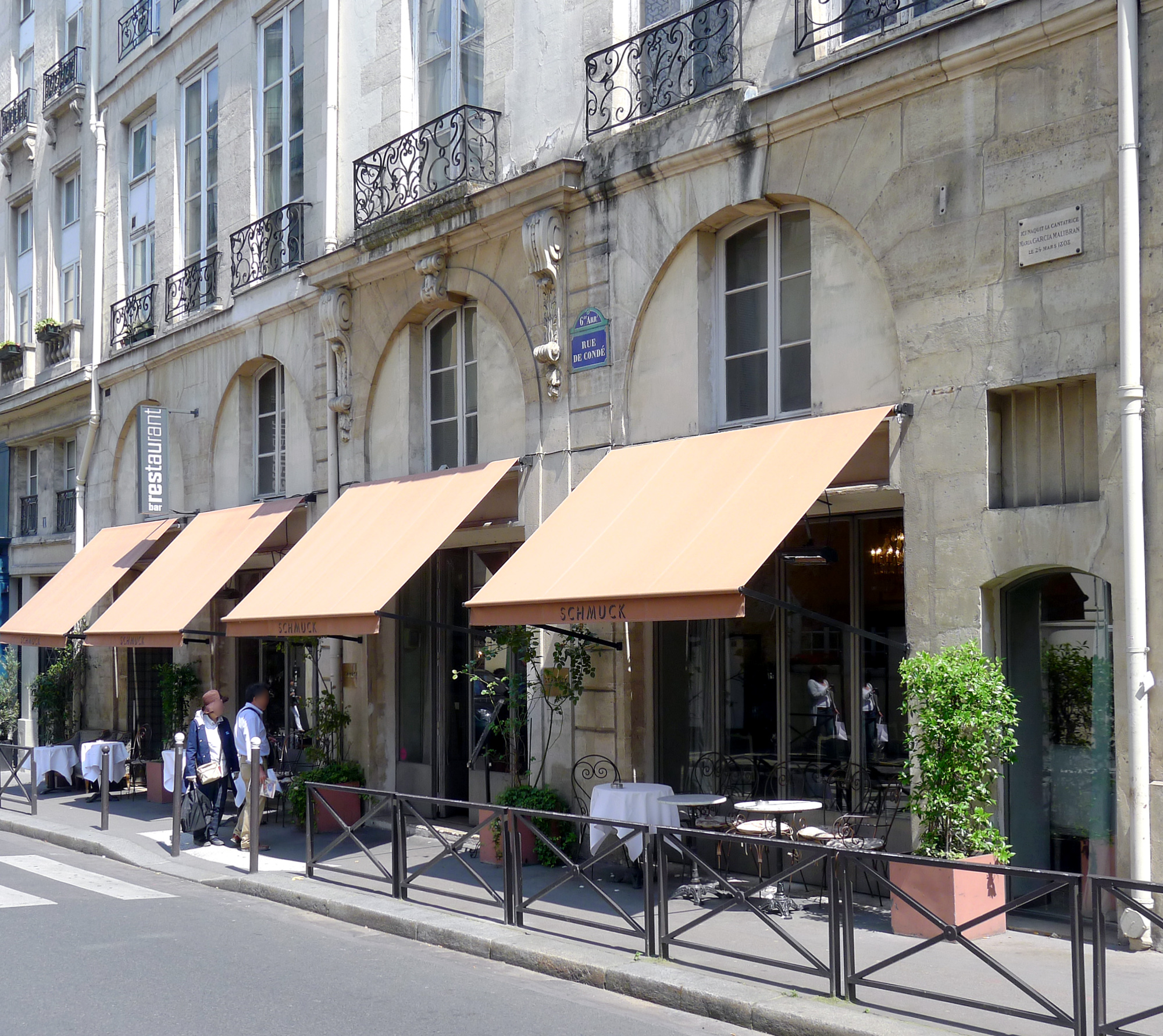
Numéros 1 et 3 de la rue de Condé, avec la plaque commémorative de la naissance de Maria Malibran.

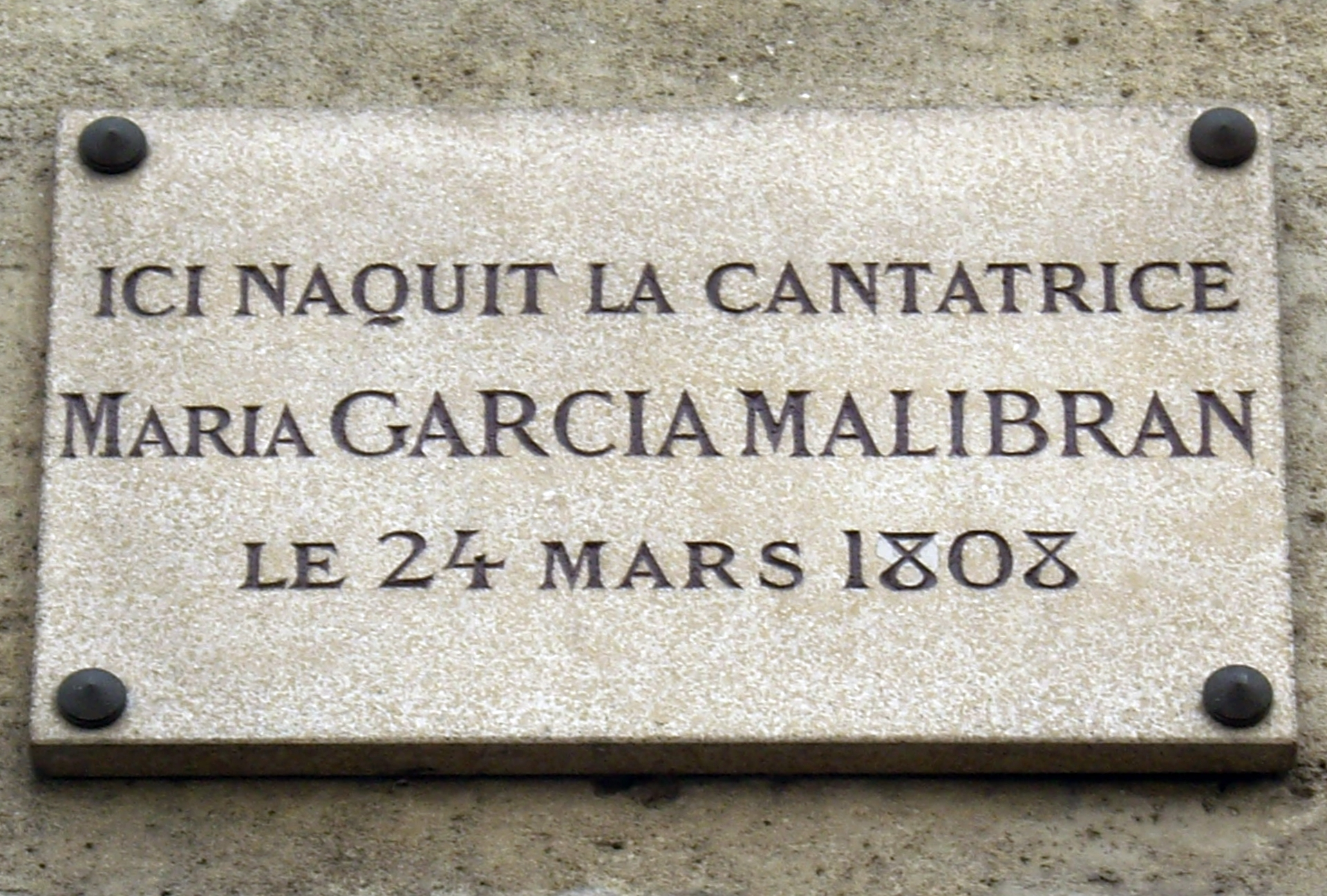
Détail de la plaque commémorative.

María de la Felicídad García naît la nuit du 24 mars 1808 à Paris, au 3, rue de Condé. Elle est la fille de Manuel Garcia, ténor célèbre à l'époque, né en 1775 à Séville, et de Joaquína Sitchez, chanteuse soprano, née en 1780 à Barcelone.
Elle est la sœur ainée  de Pauline Garcia, dite Viardot, plus jeune qu'elle de 13 ans.

### Enfance et début de carrière
Les trois premières années de Maria se déroulent paisiblement dans un foyer « uni et aisé ». Son père rayonne autant sur scène, au Théâtre des Italiens, que dans les salons mondains, tandis que Maria fait ses premiers pas au jardin du Luxembourg et qu'un peu plus tard, sa mère lui apprend à lire, écrire, et compter.
En 1811, la famille Garcia déménage à Naples, où le père de Maria a été appelé par le roi Joachim Murat qui vient de le nommer maître de sa chapelle privée après l'avoir écouté au San Carlo. Avant le départ, Manuel remporte un dernier succès dans la capitale française, à l'occasion des festivités données en l'honneur de la naissance de l’Aiglon, fils de Napoléon et de Marie-Louise d'Autriche. La famille Garcia passe quatre années à Naples, « totalement rythmées par la musique ». Manuel Garcia et sa femme se produisent régulièrement au San Carlo, tandis que leurs deux premiers enfants, Manuel Garcia fils ainsi que Maria, apprennent le solfège et la musique avec le pianiste Hérold et le compositeur Panseron. Maria impressionne beaucoup Hérold qui écrit dans ses Mémoires : « Depuis Mozart, on n'a jamais vu de vocation si énergiquement prononcée pour la musique. ».
En 1813, Maria, alors âgée de cinq ans, fait ses premiers pas sur scène en jouant un rôle secondaire dans L’Agnese (Agnès), de Ferdinando Paër, qui consiste à apporter une lettre à son père lorsqu'il chante avec la soprano, ; son petit-neveu, Louis Héritte de la Tour, raconte qu'un soir, la soprano a une défaillance et que Maria prend sa suite en chantant l'air au pied levé, à la stupéfaction et à la grande joie du public. À Naples, Manuel Garcia fait également la connaissance de personnages importants, dont le ténor âgé Giovanni Ansani, avec lequel Manuel perfectionne son chant, et Rossini, alors à ses débuts, et avec qui Manuel Garcia et Maria resteront amis à vie.
En 1815, c’est la chute de l'Empire français, suivie de celle des Murat. Les Bourbons reprennent possession du trône de Naples. Les Murat détrônés, l'engagement de Garcia ne tient plus. Il s'en va donc avec sa famille et Rossini à Rome. L'hiver de cette même année, à la demande du duc de Sforza-Cesarini, Rossini compose Le Barbier de Séville. Le rôle du comte Almaviva  est attribué à Manuel Garcia.
En 1816, la famille Garcia revient à Paris, où Manuel ouvre une école de chant au Palais-Royal, rue de Louvois. Sa notoriété et sa technique lui attirent des élèves qui feront de carrière, tel le ténor Adolphe Nourrit. Il fait également la formation vocale de Maria, mais la voix de sa fille est rebelle. Le père et la fille ont tous les deux un caractère fort, aussi les leçons tournent-elles la plupart du temps au conflit. Son père lui impose un enseignement terrifiant, tant par son rythme que par son exigence : Maria ne doit manger que ce qui est bon pour sa voix, il lui interdit de se promener, de faire la grasse matinée, d'aller rire et s'amuser avec d'autres filles de son âge – elle se doit déjà corps et âme au chant.
En 1824, les Garcia partent pour Londres, où le père de Maria a été engagé pour chanter les opéras de Rossini au King's Theatre. Le grand lancement de Maria a lieu en 1825. Le 7 juin de cette année-là, Giovanni Battista Velluti, le dernier des grands castrats, se produit au King's Theatre. Parmi les œuvres interprétées figure le duo de Roméo et Juliette, de Zingarelli ; mais aucune soprano ne veut se mesurer à la voix et la ligne vocale sans failles du chanteur. Le directeur du théâtre, John Ebers (en), cherche alors une voix capable de relever le défi, et demande l'aide de Garcia, qui propose sa fille de dix-sept ans. Le directeur accepte. Le soir de la représentation arrive, et Velluti lance son fameux « canto fiorito » – art d'enjoliver la partition en ajoutant plus de nuances, de modulations, de vocalises et d'effets de rythme que Velluti possédait à un très haut degré, et qui a fait sa célébrité. Lorsque vient le tour de Maria pour chanter, celle-ci ajoute encore plus de fioritures que le chanteur. Le public lui fait une telle ovation qu'en sortant de scène, Velluti, jaloux, lui pince le bras avec véhémence, en la traitant de briccona (« coquine »).
Voyant le grand succès de Maria, John Ebers l’engage pour chanter Rosine du Barbier de Séville. Ce rôle, dans lequel elle débute à partir du 25 juin de cette même année, et qu'elle chante pendant six semaines, lui permet de connaître un succès qui s'amplifie au fur et à mesure des représentations. Il croît aussi lorsque Maria chante, avec la troupe de son père, Il crociato in Egitto (Le Croisé en Égypte) de Meyerbeer dans le rôle de Felicia à Londres, Manchester, et Liverpool.

### Installation à New York et mariage avec Eugène Malibran
À Liverpool, le 1er octobre 1825, la famille Garcia et sa troupe embarquent dans un brick de la Black Ball Company en partance pour New York, désirant faire découvrir l'opéra aux Américains. Ils y arrivent le 6 novembre, après trente-sept jours de navigation dans des conditions difficiles, et s'installent dans un hôtel qui leur a été réservé par Stephen Price (en), directeur du Park Theatre (en) de Manhattan, qui, avec le librettiste de Mozart, Lorenzo Da Ponte, et le milliardaire Dominick Lynch (en), grand amateur d’opéra et importateur de vins français, est à l'origine de ce voyage. Le 29 novembre 1825, la troupe représente Le Barbier de Séville. C'est un triomphe. La troupe amasse une recette de trois mille dollars, une somme élevée pour l'époque. Les mois suivants la troupe joue successivement à New York : Tancrède, Othello, Cendrillon et Le Turc en Italie de Rossini, Roméo et Juliette de Zingarelli, ainsi que deux opéras de Garcia, L'Amante Têtue et La Fille de l'air, et pour finir Don Giovanni de Mozart, le 23 mai 1826. Tous furent accueillis avec enthousiasme.
La beauté de Maria séduit à New York. Le premier homme à la courtiser est le poète Fitz-Greene Halleck (en). Mais le père de Maria ne l'apprécie pas et voyant que Maria n’est pas insensible au charme du poète, le somme d'arrêter ses avances. Puis vient Eugène Malibran. Il fait sa cour avec respect, et n'oublie jamais, à chacune de ses visites, « d'apporter des fleurs, des chocolats, et autres friandises. » Au bout de quatre mois, Maria est conquise, et veut se marier avec lui, surtout, selon son fils, pour échapper à la férule paternelle. Au début, ses parents refusent — Eugène Malibran a une cinquantaine d'années et María, pas encore 18 ans — puis, après quelques disputes, son père finit par accepter. Le mariage est prononcé par le consul de France à New-York, le 23 mars 1826. Avec son époux, Maria s'initie au sport. Il lui apprend à nager et à monter à cheval. L'équitation va d'ailleurs devenir sa seconde passion après le chant.
Mais la scène lui manque. De plus, les affaires de son mari, qui a manifestement menti sur la réalité de ses finances, vont très mal : il est au bord de la faillite, et la dot de Maria ne suffit pas à renflouer sa trésorerie. Maria tente de remonter ses finances en créant une troupe qui se produit sur la scène du Bowery Theater (en). Cette fois, elle abandonne le répertoire italien et choisit de jouer les comédies légères françaises et anglaises, plus faciles à monter. Le succès est immense. Maria l'entretient en chantant dans les églises le dimanche. Elle est bientôt engagée à Philadelphie. Son mari à nouveau en faillite, Maria le quitte et s'embarque pour la France au début de novembre. Elle débarque au Havre le 28 novembre 1827.

### Retour à Paris

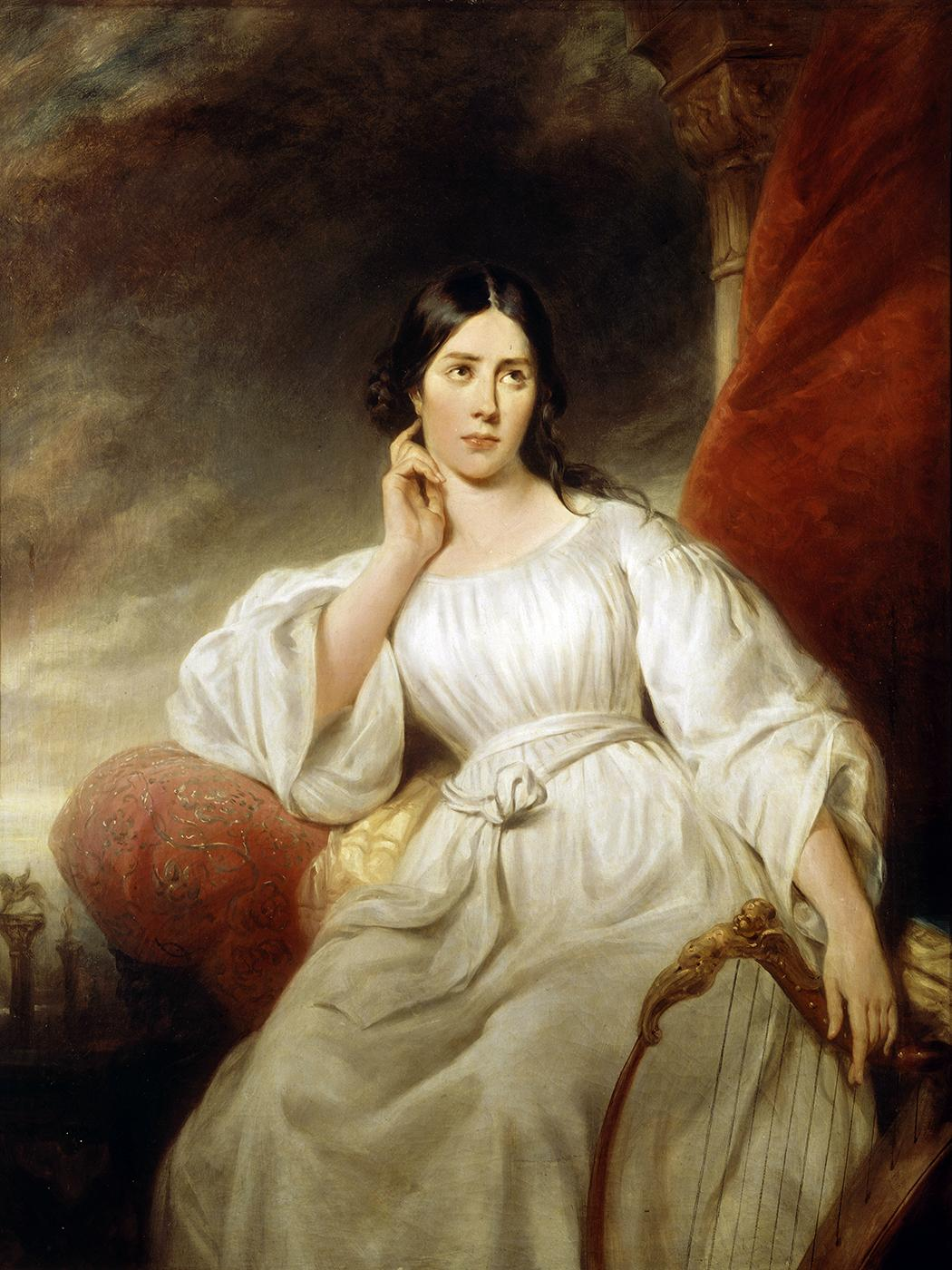
Maria Malibran (vers 1831), par Henri Decaisne, musée Carnavalet.

Elle fait son retour sur la scène parisienne durant l'hiver 1828, lors d'un concert de charité, à la salle du conservatoire de la rue Bleue. C'est un succès. Elle s'installe, au numéro 23 de la rue Neuve-Saint-Eustache, chez ses deux belles-sœurs, avec lesquelles elle devient amie. Mais celles-ci la surveillent pour le compte de leur frère, le mari de Maria. Le découvrant, elle écrira à son mari : « Si j'avais des dispositions à être mauvaise ou à me laisser entraîner par la séduction, tu serais là, le Père éternel y serait aussi que cela ne ferait rien ! […] Je ne veux que ce qui est bien. Quand bien même les anges du ciel viendraient me tenter, je résisterais comme saint Antoine. ».
Avec l'aide du comédien Nicolas Bouilly, relation de son père grâce auquel elle a pu chanter au conservatoire de la rue Bleue, elle donne des concerts de charité qui la font connaître, et où elle connaît continuellement le succès. Par la suite, elle se produit au salon de son amie Mercedes, désormais comtesse Merlin, puisque mariée au général comte Christophe Antoine Merlin. Le salon, situé rue de Bondy, est alors l'un des plus renommés de Paris. Il est fréquenté par des artistes tels que George Sand, Balzac, Mérimée, ou Rossini. Elle est ensuite invitée à chanter chez la duchesse de Berry, aux Tuileries.
Le 14 janvier 1828 (12 selon les mémoires de son fils), elle chante à l'Opéra pour le bénéfice du chanteur Galli. Elle y interprète un acte de Sémiramis de Rossini, en duo avec la contralto Benedetta Pisaroni, puis un acte de Roméo et Juliette, avec Harriet Smithson, et finit avec la soprano allemande Henriette Sontag. Le public l'ovationne, et l'Opéra lui propose un autre engagement, qu'elle refuse, parce qu'elle n'aime pas le grand opéra français. Le Théâtre Italien lui fait une autre proposition qu'elle acceptera, avec un cachet de soixante-quinze mille francs pour sa nouvelle saison. Son frère Manuel rejoint lui aussi la troupe du Théâtre Italien, ce qui leur permet de chanter ensemble. Elle commence la saison dans le rôle-titre de Sémiramis. C'est un grand succès populaire. Elle rencontre le même succès dans Othello, La Cenerentola et Roméo et Juliette. Elle prend ensuite trois mois de vacances chez son amie, la comtesse de Sparre, au château de Brizay, en Touraine. La comtesse lui conseille de ne plus loger chez ses belles-sœurs. En effet, après l'avoir bien accueillie, elles lui lancent souvent des piques. Dès son retour à Paris, elle va loger rue d'Artois, chez Madame Naldi, qui, bientôt, gère ses contrats. Maria revient au Théâtre des Italiens.

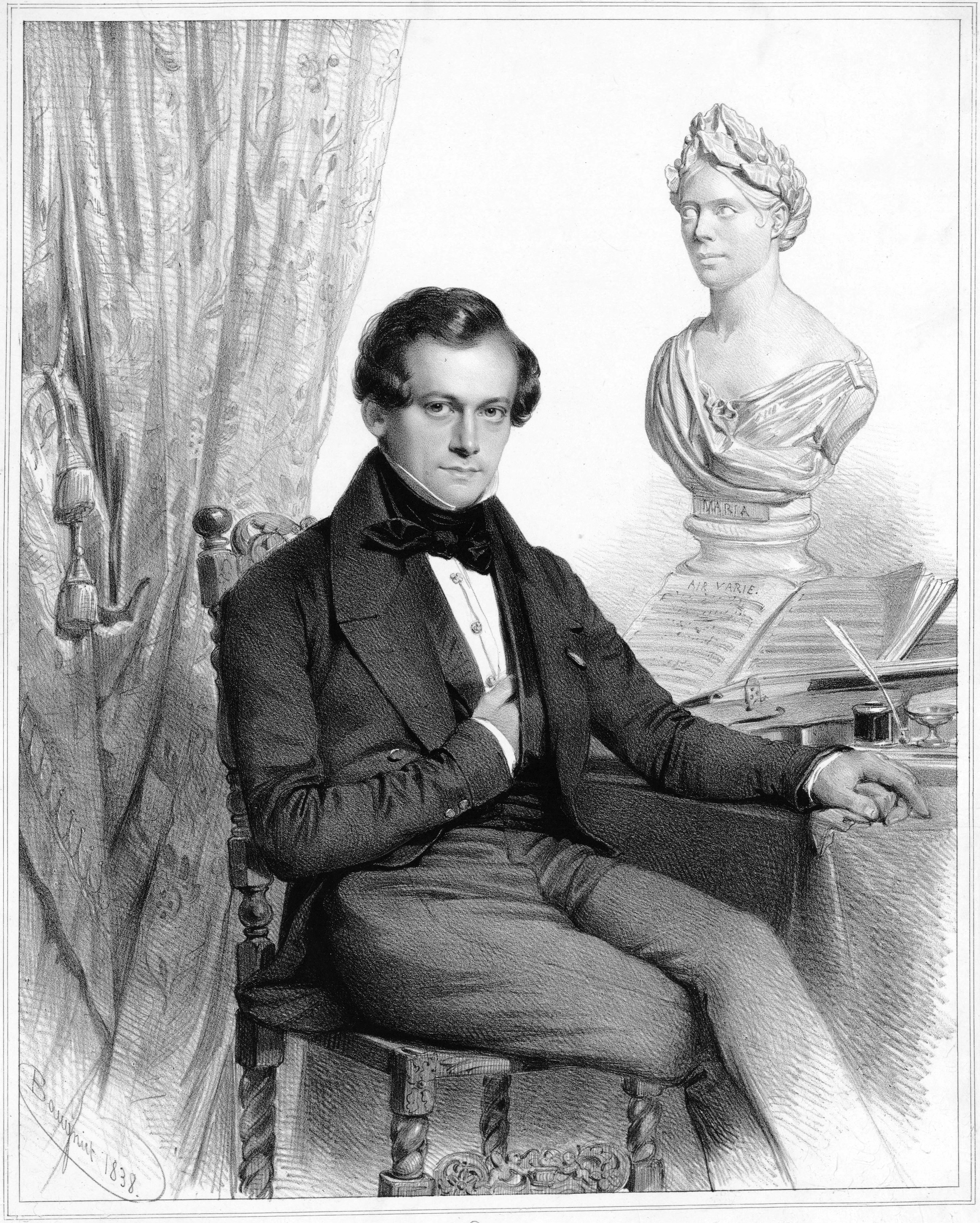
Charles-Auguste de Bériot devant le buste de Maria Malibran (Bibliothèque du Conservatoire royal de Bruxelles).

En 1829, elle fait une tournée à Londres, puis en Belgique, à Bruxelles et à Chimay. C'est au château de Chimay qu'elle rencontre Charles-Auguste de Bériot, premier violoniste du roi des Pays-Bas. Immédiatement, elle éprouve pour lui un amour qui est réciproque et ils deviennent amants.

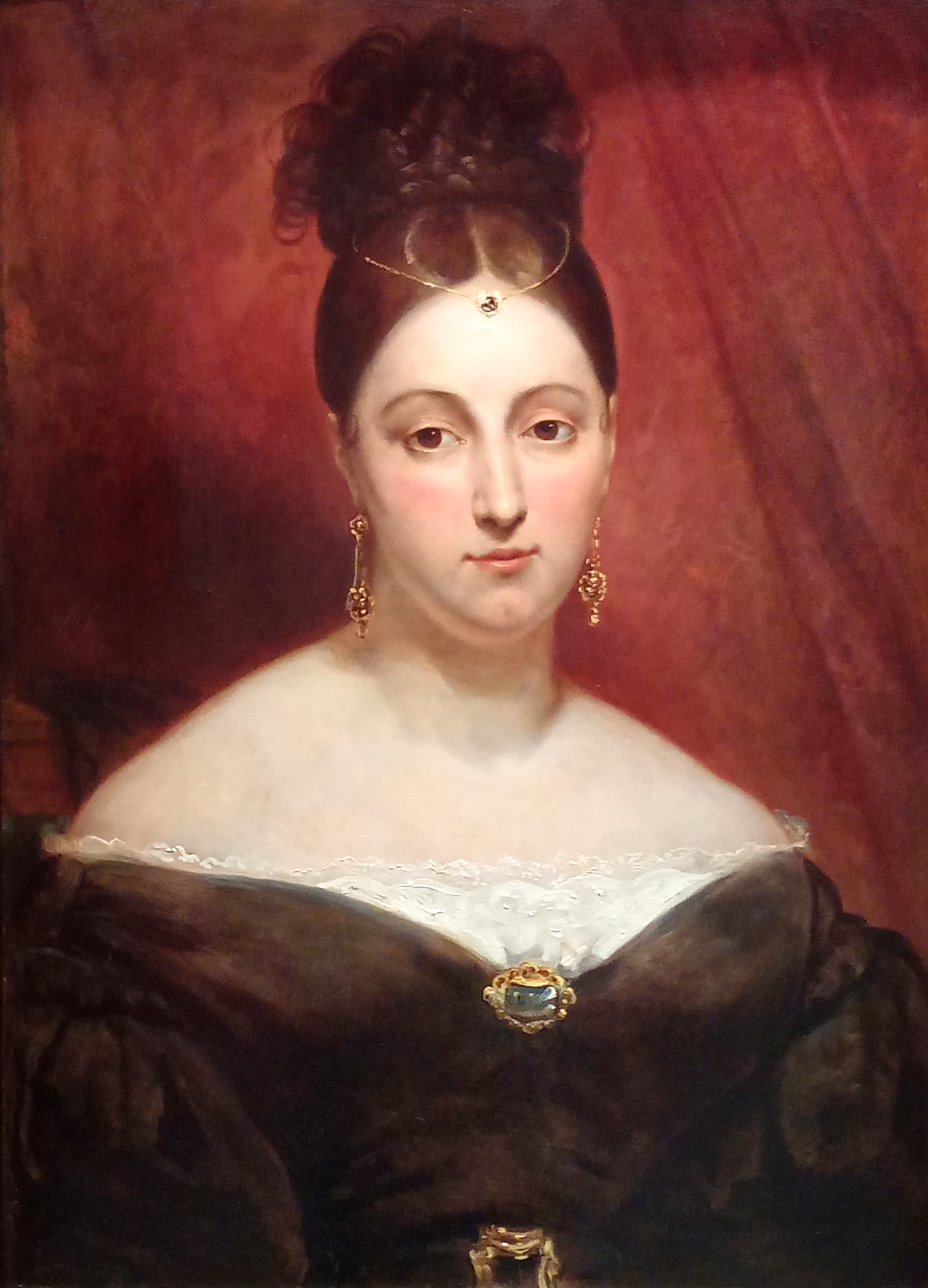
Portrait de Maria Malibran, par Ary Scheffer, 1831.

Le 2 juin 1832, le père de Maria meurt. Elle invite sa mère et sa jeune sœur à résider dans la villa que Charles-Auguste de Bériot a fait construire à Ixelles. Toute l'année, elle est en tournée à Rome, à Naples et à Bologne.
Le 12 février 1833, à Paris, elle donne naissance à Charles Wilfrid de Bériot. En juin, elle est en tournée à Londres, où elle se lie d’amitié avec Vincenzo Bellini. Le 15 juin 1833, elle chante dans Le Mariage de Figaro à Covent Garden.
En 1834, la Malibran fait un tour de chant dans les grandes villes d'Italie — Bologne, Milan, Modène, Senigallia, Lucca et Florence — où elle chante souvent avec sa demi-sœur, Josefa Ruiz García.
Le 6 mars 1835, l'annulation par le tribunal de la Seine de son mariage avec Eugène Malibran, obtenu sur la base d'une erreur juridique, est finalement prononcée. En cette année 1835, elle fait une autre tournée italienne, à Venise et Naples, avec l'aide de la basse Lablache. À Venise — où elle se fait fabriquer sa propre gondole —, elle chante à La Fenice et y apprend la faillite d'un théâtre édifié par la famille Grimani. Elle propose alors un concert de bienfaisance pour aider au redressement de celui-ci. La recette de ce concert se révélant insuffisante, Maria y ajoute son cachet de la Fenice. Depuis ce jour, ce théâtre fameux, puisque le plus grand et le plus somptueux avant l'existence de la Fenice, portera le nom de Teatro Malibran. Elle poursuit sa tournée par Londres, avant de revenir à Milan, malgré une épidémie de choléra.
En 1836, elle fait un séjour parisien durant lequel elle épouse, le 29 mars, le violoniste belge Charles-Auguste de Bériot, avec pour témoins Legouvé, le pianiste Sigismund Thalberg et Rossini. Bériot était son amant depuis six ans et le père de son fils, Charles Wilfrid de Bériot, qui deviendra pianiste virtuose et professeur de Maurice Ravel. Entre-temps, le couple s'est fixé à Bruxelles, où il réside à Ixelles et Saint-Josse, dans deux vastes hôtels de maître en forme de villa entourée de jardins, puis fait une tournée en Angleterre pendant l'été de 1836. À nouveau enceinte de quelques mois, elle monte à cheval chaque matin, fait une chute, mais refuse de se soigner et tente encore d'honorer son public sur scène. Elle donne encore des concerts à Liège, Aix-la-Chapelle, Paris puis participe au festival de Manchester. En septembre, après quelques jours de coma, elle meurt à Manchester des suites de cet accident, qui avait provoqué la formation d'un caillot de sang au cerveau.
Bériot fait rapatrier son corps à Bruxelles, grâce à l'intervention de la mère de Maria Malibran, et construit un imposant mausolée dans le cimetière de Laeken, nécropole sise autour de l'église Notre-Dame de Laeken, qui abrite les tombeaux de la dynastie de Belgique. Une foule immense et trois formations musicales l'accompagnent : la Société d'Harmonie d’Ixelles (dont Bériot est le président), la Société de Philharmonie de Bruxelles et la Musique du 1er Régiment des Guides belges.

## Postérité

### Les hommages
Maria Malibran laisse un souvenir ébloui à tous ses admirateurs. Alfred de Musset lui a dédié des stances bouleversées dont celle-ci :
« Ô Ninette ! où sont-ils, belle muse adorée, 
Ces accents pleins d'amour, de charme et de terreur, 
Qui voltigeaient le soir sur ta lèvre inspirée, 
Comme un parfum léger sur l'aubépine en fleur ?
Où vibre maintenant cette voix éplorée, 
Cette harpe vivante attachée à ton cœur ? »
Sur sa tombe, on peut lire ce quatrain de Lamartine :
Beauté, génie, amour furent son nom de femme, 
Écrit dans son regard, dans son cœur, dans sa voix.
Sous trois formes au ciel appartenait cette âme.
Pleurez, terre ! Et vous, cieux, accueillez-la trois fois !

### Le fonds Maria Malibran
En 1913, la veuve du lieutenant-général Henri Wauwermans, cousine de Charles-Auguste de Bériot, second époux de la Malibran, lègue une partie des documents et objets personnels ayant appartenu à la diva au Conservatoire royal de Bruxelles, où ils sont conservés aujourd'hui au sein du Fonds Maria Malibran.

### Postérité du nom Malibran
Plusieurs villes donnent son nom à une de leurs voies ː
- À Ixelles: la rue Malibran, renommée rue Maria-Malibran, monte de la place Eugène Flagey à la place Raymond Blyckaerts. Les bus 38 et 60 de la STIB la parcourent de bout en bout, desservant à mi-chemin l'arrêt Malibran ;
- À Roissy-en-Brie ː le boulevard de la Malibran va de la rue Denis Papin à la rue de la Gare d'Émerainville ;
- À Cormeilles-en-Parisis ː la courte rue Malibran est très empruntée, car juste à la sortie de la gare, entre la place Pierre-Sémart et la rue de Saint-Germain.

## La cantatrice

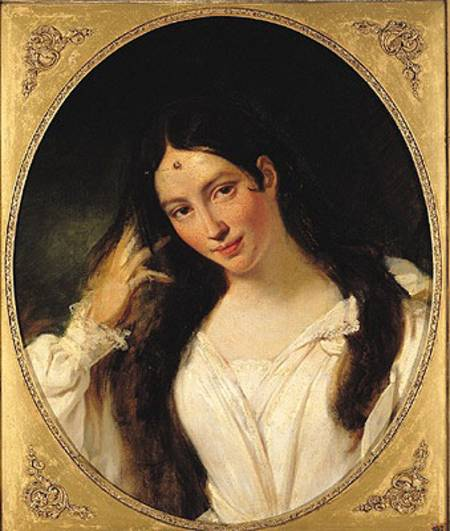
Maria Malibran par F. Bouchot (1831).

La voix de la Malibran est décrite à la fois « ample, avec des variations dynamiques importantes », « sombre, chaude, et ronde ». Castil-Blaze ajoute qu'elle est « vibrante, pleine d'éclat et de vigueur ». S'il revendique qu'elle ne perd « jamais ce timbre flatteur, ce velouté qui lui donnaient tant de séduction dans les morceaux tendres ou passionnés », d'autres ont évoqué des sons « durs » et « “effondrés” », « quelques notes creuses » dans le médium et un aigu instable dans ses notes les plus hautes, et « un peu voilé ».

Sa maîtrise de la colorature est réputée « époustouflante ». Elle était d'un si haut niveau qu'elle a exécuté un trille sur « la note extrême du registre de soprano ». Castil-Blaze témoigne : 

« Vivacité, justesse, audace dans l'attaque, gammes chromatiques ascendantes, de quinzième, arpèges, traits éblouissants de force, de grâce ou de coquetterie, tout ce que l'art peut faire acquérir, elle le possédait. »

Sa perfection technique, la cantatrice l'obtint grâce à la formation que lui prodigua son père. Parlant de sa voix au début de cette formation, sa sœur Pauline Viardot, la décrit : « faible, d'un registre étroit, dont les tons aigus étaient durs et le médium voilé ». Elle ajoute : 

« la lutte constante qu'elle avait à soutenir contre son organe imparfait et rebelle était tellement pénible que, parfois, le découragement l'envahissait. Et c'est ainsi qu'elle acquit le don assez rare de savoir pleurer en chantant. »

 Elle maintenait sa voix dans les meilleures conditions possibles grâce à une volonté de fer et un travail vocal sans relâche. Ernest Legouvé, son premier biographe, raconte à ce sujet : 

« Je l'ai entendue, à Rome, un jour où elle devait jouer le Barbier [de Séville], travailler pendant plusieurs heures les traits de sa cavatine, et de temps en temps, elle s'interrompait pour interpeller sa voix en lui disant : “Je te forcerai bien à m'obéir !” La lutte était donc chez elle un besoin, une habitude qui […] prêtait un caractère puissant et original à son talent. »

La tessiture de Maria Malibran s'étendait du sol2 au contre-mi, et son étendue extrême partait du ré2 (ce qui lui a permis d'interpréter le rôle-titre d'Otello) et monter la gamme jusqu'au fa5 en altissimo – atteint lors d'échauffements vocaux et une interprétation privée de Exsultate, jubilate de Mozart,.

## La compositrice
Sous le nom de Garcia de Bériot, elle a publié des romances :
- Hymne des matelots ; Troupenas, 1840
- Belle, viens à moi ! Nocturne à 2 voix égales de Mme Marceline Desbordes-Valmore ; 1877, Paris
- Chagrin d'amour. Paroles de M.-L. de Ronsière ; Hachette 1907
- En soupirant ! Tyrolienne ; Pacini
- Le Prisonnier, romance, paroles de Pierre-Jean de Béranger ; Pacini
- Pensées musicales de Marie-Félicité Garcia de Bériot ; Troupenas[24]
  - Données BNF

## Maria Malibran au cinéma
- Le réalisateur Sacha Guitry lui a consacré un film en 1943 : La Malibran
- Le réalisateur Werner Schroeter a tourné en 1971 La Mort de Maria Malibran
- Le réalisateur Michel Jakar lui a consacré un film en 1984 : Maria Malibran

## Maria Malibran sur la scène
- La cantatrice Cécilia Bartoli lui a consacré un spectacle en 2008 pour le bicentenaire de sa naissance : Maria (cf. le DVD Maria : the Barcelona Concert ; Malibran rediscovered, the romantic revolution, Michael Sturminger (de), réal. - Decca, 2008).